# Batschatski
Batschatski (russisch Бача́тский) ist eine Siedlung städtischen Typs in der Oblast Kemerowo (Russland) mit 14.402 Einwohnern (Stand 14. Oktober 2010).

## Geographie
Die Siedlung liegt an der Ostflanke des Salairrückens im Westen des Kusnezker Beckens, etwa 120 km Luftlinie südlich der Oblasthauptstadt Kemerowo, auf einem Hügelrücken zwischen den Flüsschen Bolschoi Batschat (Großer Batschat) und Maly Batschat (Kleiner Batschat), die sich wenig später zum Batschat vereinigen, einem linken Nebenfluss der Inja.
Batschatski gehört zum Stadtkreis Belowo und liegt 20 km südwestlich des Zentrums der Stadt Belowo.

## Geschichte
Der Ort entstand als Bergarbeitersiedlung im Zusammenhang mit der Erschließung einer Steinkohlelagerstätte ab 1949. Der sich östlich der Siedlung in nordwest-südöstlicher Richtung heute über mehr als 10 km erstreckende Tagebau erhielt seinen Namen wie der Ort nach den nahen Flüssen.
1954 erhielt Batschatski den Status einer Siedlung städtischen Typs.

### Bevölkerungsentwicklung

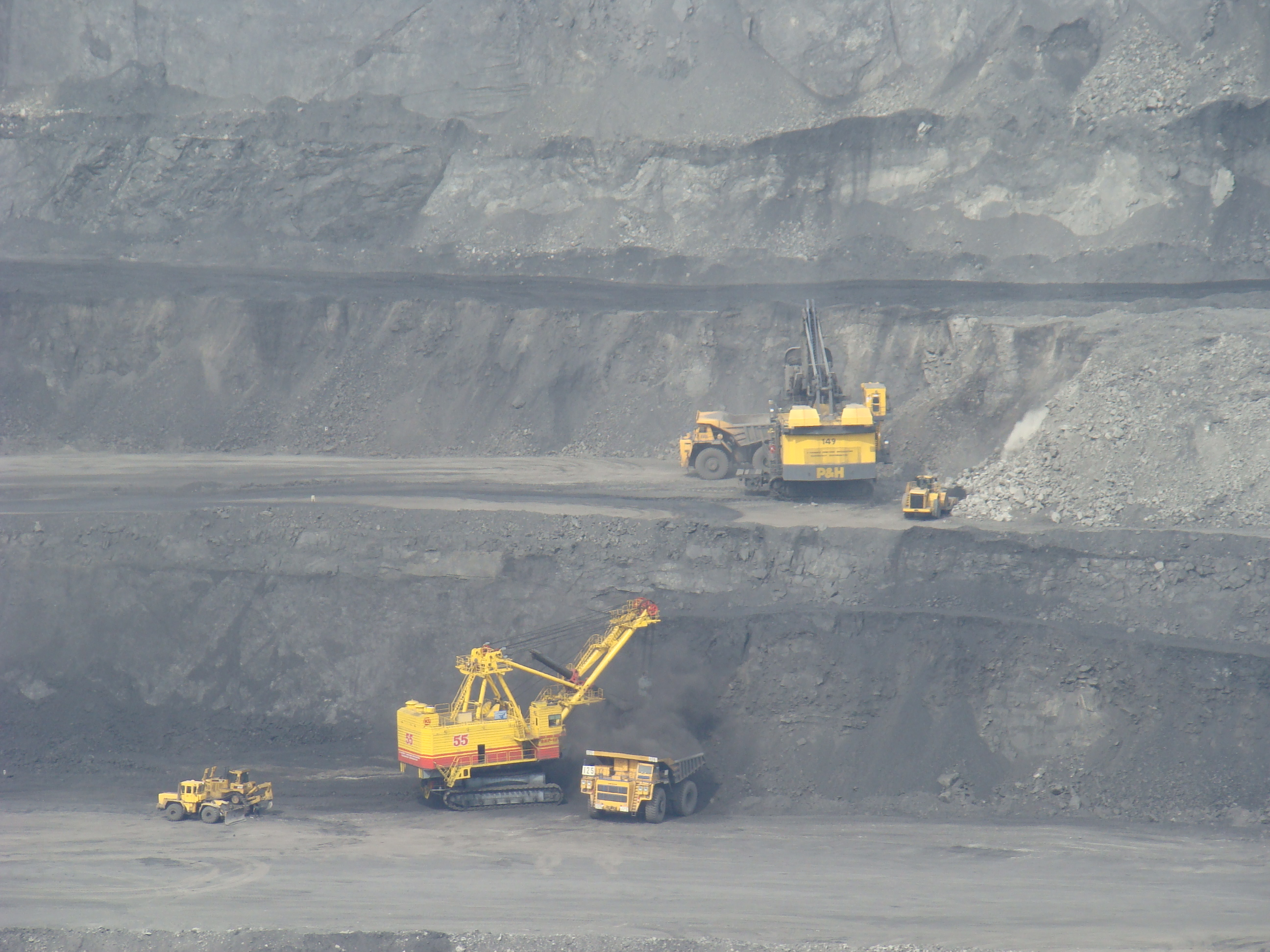
Tagebau Batschatski

| Jahr | Einwohner |
| ---- | --------- |
| 1959 | 6.148     |
| 1970 | 6.282     |
| 1979 | 8.165     |
| 1989 | 13.365    |
| 2002 | 14.990    |
| 2010 | 14.402    |

Anmerkung: Volkszählungsdaten

## Wirtschaft und Infrastruktur
Ortsbildendes Unternehmen ist der Steinkohletagebau Batschatski, der heute von der AG (OAO) Kusbassrasresugol betrieben wird. 2008 wurden gut 9,5 Millionen Tonnen Kohle gefördert, womit der Tagebau der zweitgrößte des Unternehmens (nach Taldinski im Ostteil des Kussbass) und einer der größten Kohletagebaue in Russland ist.
Die nächstgelegenen Bahnstationen sind Ulus und Botschaty an der Strecke Nowosibirsk – Nowokusnezk sowie Rasjesd 20 km an der Nebenstrecke Belowo – Gurjewsk. Nördlich der Siedlung verläuft die Regionalstraße von Belowo nach Gurjewsk und Salair.